# Telephanus panamensis
Telephanus panamensis es una especie de coleóptero de la familia Silvanidae.

## Distribución geográfica
Habita en Panamá.